# Saint-Laon
Saint-Laon – miejscowość i gmina we Francji, w regionie Nowa Akwitania, w departamencie Vienne.
Według danych na rok 1990 gminę zamieszkiwało 148 osób, a gęstość zaludnienia wynosiła 12 osób/km² (wśród 1467 gmin regionu Poitou-Charentes, Saint-Laon plasuje się na 845. miejscu pod względem liczby ludności, natomiast pod względem powierzchni na miejscu 709.).